# Иосифьян, Андроник Гевондович

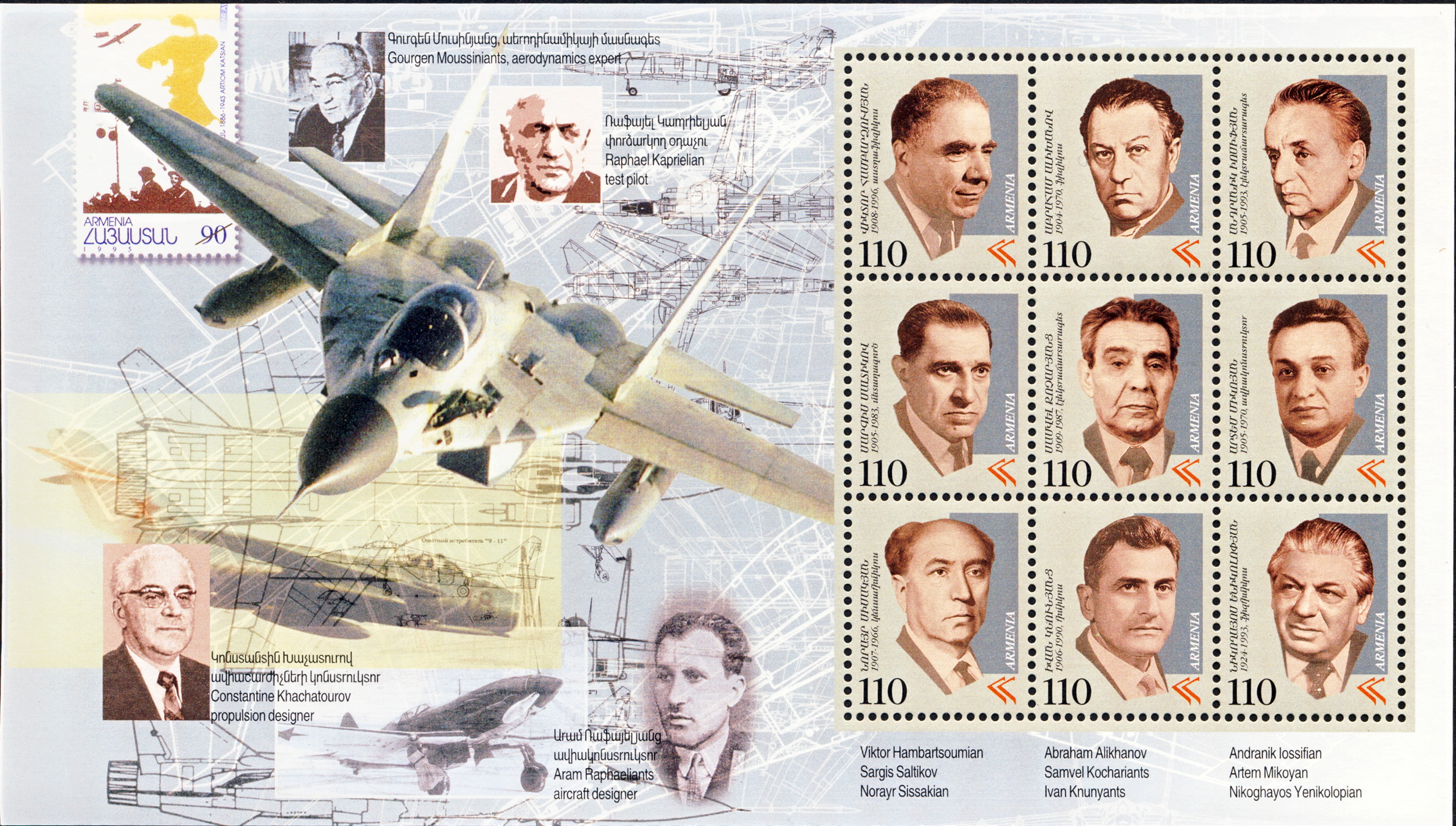
Амбарцумян, Алиханов, Иосифян, Салтыков, Кочарянц, Микоян, Сисакян, Кнунянц, Ениколопян

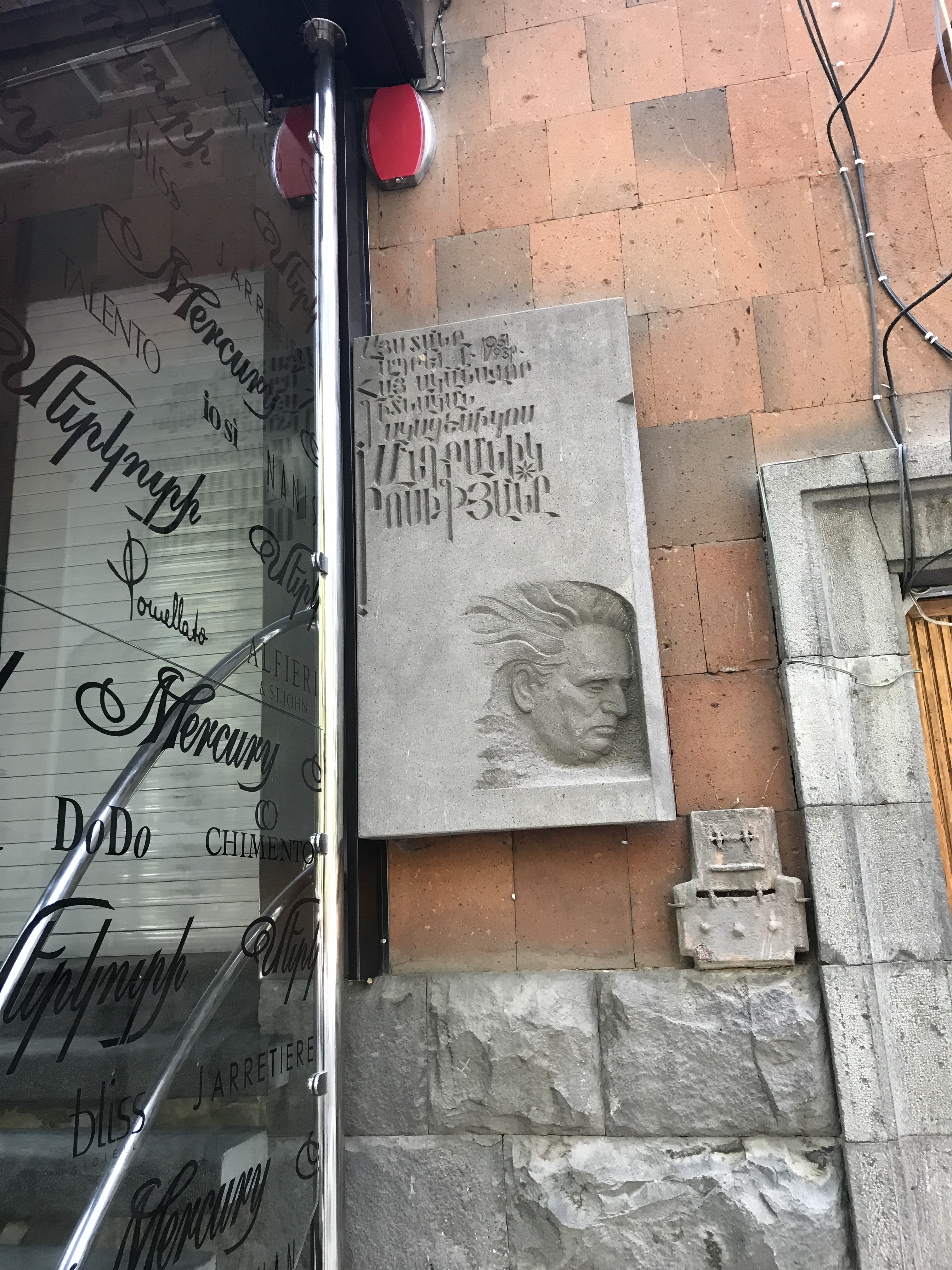
Мемориальная доска в Ереване. Просп. Маштоца, 50

Андро́ник Гево́ндович Иосифья́н (арм. Անդրանիկ Ղևոնդի Իոսիֆյան, 8 [21] июля 1905 или 21 июля 1905, Базаркенд, Кавказское наместничество — 13 апреля 1993, Москва) — советский учёный в области электротехники, основатель советской школы электромеханики, один из основоположников советского ракетостроения и космонавтики.
Академик АН Армянской ССР (1950). Доктор технических наук (1960), профессор (1941). Герой Социалистического Труда (1961). Лауреат Ленинской (1961), Сталинской (1949) и Государственной премии СССР (1979). Заслуженный деятель науки и техники Армянской ССР (1962), заслуженный деятель науки и техники РСФСР (1965).
Основоположник и директор Всесоюзного НИИ электромеханики, главный конструктор ИСЗ «Метеор». «Главный электрик всех ракет», по определению С. П. Королёва.

## Биография
Родился 8 (21) июля 1905 года в высокогорном селе Базаркенд (ныне — в Агдеринском районе Азербайджана).
В 17 лет записался добровольцем в РККА, в 20 лет окончил рабфак и в 1925 году поступил в Бакинский политехнический институт на электромеханический факультет.
В 1930 году был принят на работу в электромашинную лабораторию Всероссийского электротехнического института. В 1941 году в его распоряжение был передан небольшой завод для выпуска разработанных им дистанционно-управляемых маленьких танкеток, предназначенных для подрыва вражеских танков. Так возникла научно-производственная организация-завод № 627 с профессором А. Г. Иосифьяном в качестве директора.
После выхода 13 мая 1946 года Постановления СМ СССР № 1017-419сс «Вопросы реактивного вооружения», перед заводом были поставлены новые задачи.
Необходимо было наладить производство преобразователей тока, которые выдавали переменный ток частотой 500 Гц и напряжением 40 В для электропитания гироскопов ракет, кроме этого необходимо было удовлетворять потребность в лёгких электромоторах, триммерах и поляризованных реле.
Через несколько лет А. Г. Иосифьяна назначили главным конструктором бортового электрооборудования ракет, а в 1959 году завод № 627 был преобразован во ВНИИЭМ, а позже был создан его Истринский филиал.
В 1953 году по инициативе Иосифьяна в институте было начато создание малогабаритной электронной вычислительной машины М-3.
В 1956 году совместно с С. Н. Мергеляном основал в Ереване научно-исследовательский институт математических машин.
В 1955—1965 годах — главный редактор журнала «Электротехника».
Профессор (1941), член-корреспондент АН Армянской ССР (1945), действительный член АН Армянской ССР (1959), доктор технических наук (1960). Председатель Научного совета по космической электрорадиотехнике и электронике АН СССР, вице-президент, член Президиума (1950—1955, 1971—1975, 1981—1986) АН Армянской ССР.
Иосифьян нашёл способ, позволяющий обходиться без контактов в электрических машинах, предложил вывести магнитный поток во внешний магнитопровод. Совместно с Д. В. Свечарником создал теорию бесконтактного сельсина как обобщённой синхронной электрической машины («явнополюсные бесконтактные сельсины конструкции Иосифьяна—Свечарника»), что дало мощный толчок развитию нового класса бесконтактных электрических машин. Эти разработки были обобщены в монографии А. Г. Иосифьяна и Д. В. Свечарника «Сельсины» (М.—Л.: Госэнергоиздат, 1941). Патент на изобретение бесконтактных сельсинов был получен А. Г. Иосифьяном и Д. В. Свечарником в 1940 году.
Написал, совместно с Каганом, первый в СССР учебник по синхронным следящим системам.
Основоположник и первый директор Всесоюзного НИИ электромеханики (1941—1973, с 1973 — научный руководитель института). А. Г. Иосифьян и руководимый им институт разрабатывали электротехническое оборудование ракет и космических объектов.
Умер 13 апреля 1993 года. Похоронен в Москве на Троекуровском кладбище.

## Семья
Сын — кандидат физико-математических наук Григорий Андроникович Иосифьян. Работал в Институте проблем механики РАН, скончался в 2022 году.

## Память
- С 1996 года имя Иосифьяна носит ВНИИЭМ.
- В Ереване на д. 50 по проспекту Маштоца установлена мемориальная доска.

## Разработки
- В 1931—1934 годах разработал теорию комбинированной схемы синхронного управления коллекторным генератором переменного тока.
- В 1936 году Иосифьяну было выдано авторское свидетельство за номером 18294 на одно из его наиважнейших изобретений предвоенных лет — бесконтактный сельсин. Право на изготовление бесконтактного сельсина приобрели в том же году США, Англия, Франция, Германия и Италия. До сих пор бесконтактный сельсин — неотъемлемая часть следящего привода и системы автоматического регулирования во многих конструкциях машин. Во время Великой Отечественной войны бесконтактные сельсины применялись в системах управления артиллерийским огнём, в радиолокационных установках, авиации и т. д.[12][17]
- В 1936 году впервые в СССР предложил использовать тиратроны в системах слежения для управления в электромашинах постоянного тока. Иосифьян разработал теорию и конструкцию следящей системы с тиратронным усилителем, управляющим машинами постоянного тока. Всего до начала войны Иосифьяну было выдано 13 авторских свидетельств на изобретения.
- В 1939 году Иосифян впервые в мире построил многометровый магнитофугальный линейный двигатель, который в виде модели магнитофугальной железной дороги с успехом демонстрировался на Всемирной выставке в Нью-Йорке.
- По заданию Наркомата обороны и ВМФ, Иосифьян вместе с физиками Вульфсоном и Смирновым разработали теплогенератор. Это был прожектор, который ловит корабль в радиусе 8 км и следит за ним с помощью синхронно-следящей системы и датчиков инфракрасного излучения от горячих труб корабля. Это был первый опыт в направлении, предшествующем радиолокации, в которой синхронно-следящие системы Иосифьяна нашли самое широкое применение.
- В 1940 году в процессе испытаний Сталину демонстрировалась созданная в лаборатории Иосифьяна многоорудийная магнитная система, управляемая от блока прецизионной наводки при стрельбе.
- В военные годы в лаборатории Иосифьяна изготовляли сухопутные электротанкетки на случай прорыва немецких танков к Москве. В боях на московских улицах они не понадобились, но свою роль электротанкетки сыграли при прорыве обороны немцев на Синявинских высотах под Ленинградом, где перед тем была уложена целая дивизия в безуспешной попытке прорвать оборону.
- С момента начала работ по созданию ракет-носителей и освоению космоса Иосифьян и руководимый им институт привлекаются к разработке электротехнического оборудования ракет. Первой была знаменитая ракета Р-7 конструктора С. П. Королёва, с помощью которой сначала был выведен на орбиту первый спутник, а затем и первый космический корабль «Восток».
- Принимал участие в испытании Р-16, случайно выжил в неделинской катастрофе 1960 года.
- 25 июня 1966 года на орбиту был выведен первый экспериментальный метеорологический спутник «Космос-122», а весной 1967 года запуском сразу двух спутников «Космос-144» и «Космос-156» была создана оперативная метеорологическая система, которая в дальнейшем восполнялась аналогичными спутниками, получившими название «Метеор». В последующем на базе «Метеоров» под руководством Иосифяна были созданы ИСЗ «Метеор-2», «Метеор-Природа» и «Болгария-1300».

## Награды и звания
- Герой Социалистического Труда (17.06.1961) — за выдающиеся заслуги в создании образцов ракетной техники и обеспечении успешного полёта человека в космическое пространство.
- Четыре ордена Ленина (12.12.1942, 12.12.1957, 17.06.1961, 30.07.1975).
- Орден Октябрьской Революции (23.07.1985).
- Два ордена Трудового Красного Знамени (2.06.1952, 20.04.1956).
- Медали.
- Сталинская премия третьей степени (1949) — за разработку конструкции и освоение производства электрических машин.
- Государственная премия СССР (1979).
- Ленинская премия (1961).
- Заслуженный деятель науки и техники Армянской ССР (1962).
- Заслуженный деятель науки и техники РСФСР (1965).